# Jazzklub Eisenach
Der Jazzklub Eisenach, gegründet im Januar 1959, ist der älteste ostdeutsche Jazzclub. In einer Zeit, als die offizielle Kulturpolitik in der DDR dem Jazz noch argwöhnisch gegenüberstand, hatten die Klubgründung und dessen Aktivitäten Signalwirkung und trugen zur Verbreitung des Jazz in der DDR bei.
Neben einem vielfältigen Veranstaltungsangebot betreute der Jazzklub ehrenamtlich das Internationale Jazzarchiv.

## Geschichte
Swing und Jazz haben in Eisenach eine lange Tradition, die bis in die 1920er Jahre zurück reicht. 1930 wurde in Thüringen der Jazz durch den sogenannten Sauckel-Erlass verboten. Infolgedessen entstand in Eisenach, wie auch in anderen Städten Deutschlands, ein illegaler Jazzklub nach dem Vorbild des französischen Hot Club de Jazz, welcher als Vorläufer des Jazzklubs Eisenach gilt.
Der Jazzklub Eisenach wurde von Manfred Blume (* 1940, † 1986), dem Vater des Boogie- und Jazzpianisten Alexander Blume, am 26. Januar 1959 offiziell als „AG Jazz“ beim VEB Automobilwerk Eisenach gegründet. Blume und seine Mitstreiter organisierten Konzerte, Vorträge sowie Schallplatten- und Diskussionsabende. Im April 1959 erschien die erste Nummer der Zeitschrift Die Posaune, anfänglich noch handgefertigt.
Die privaten Kontakte Blumes zu seinem Bruder Roland Blume, dem Saxofonisten der Oscar-Klein-Band, machten den Jazzklub auch über die Landesgrenzen hinaus bekannt. Als der Bluespianist Günter Boas 1978 mit der Band von Oscar Klein die DDR bereiste und er in Ost-Berlin mit dem Eisenacher Reinhard Lorenz zusammentraf, war das nicht nur der Beginn einer Freundschaft, sondern es wurde damit auch der Grundstein für das später gegründete Jazzarchiv gelegt.
Nach dem Tod Blumes übernahm Reinhard Lorenz die Leitung des Klubs.

## Aktuelles Konzept
Domizil des Klubs, dem etwa 170 Mitglieder angehören, ist der Jazzkeller “Posaune” in der ehemaligen Malz- und Kaffeerösterei Eisenach, dem heutigen Industriedenkmal “Kulturfabrik Alte Mälzerei”.
Reinhard Lorenz ist hauptamtlich Kulturdezernent der Stadt Eisenach. Der Sport- und Theaterwissenschaftler, geboren 1952, begann sich frühzeitig für den Jazz zu interessieren und war bis 1989 freier Mitarbeiter der Jazz-Redaktion beim Rundfunksender Radio DDR II.
Der Klub veranstaltet jährlich etwa 50 Konzerte, Symposien sowie Lesungen und betreut das Internationale Jazzarchiv. Neu gegründet wurde die Sektion Folk, die das Angebot des Klubs mit neuen Konzert- und Veranstaltungsangeboten erweitert.